# Haguenau
Haguenau (en francés, Hagenau en alemán) es una localidad y comuna francesa situada en el departamento de Bajo Rin, en la región de Alsacia. Tiene una población municipal en 2007 de 35 112 habitantes y una densidad de 192 h/km².
Haguenau es la cuarta ciudad de Alsacia con mayor población y está localizada a unos 30 km al norte de Estrasburgo, a orillas del río Moder. El municipio alberga el bosque protegido más grande de la región, la forêt de Haguenau, de 18 000 hectáreas de superficie.

## Historia
Haguenau se desarrolló desde principios del siglo XII en torno a la construcción de una cabaña de cazadores para el duque de Suabia y Alsacia, Federico II de Suabia, padre del fundador del Sacro Imperio, Federico I Barbarroja, quien le otorgó más adelante la carta de derechos en 1154 y diversos privilegios, a la vez que ordenaba la construcción de sus murallas para convertirla en uno de sus lugares de residencia favoritos. En el lugar de la cabaña de cazadores se levantó un palacio, convertido hoy en museo, donde se conservan varias de las joyas del patrimonio de la corona del Sacro Imperio Romano Germánico, piezas de la corona imperial, el cetro y la espada de Carlomagno.
En 1193, se desarrolló en Haguenau el proceso de Ricardo de Inglaterra Corazón de León acusado de traición, que compareció ante el emperador Enrique VI.
Declarada ciudad libre imperial en 1255 por Guillermo de Holanda, ocupada por Francia en 1636, se opone junto con el resto de las ciudades imperiales alsacianas a ser anexionada en 1648, lo que provoca su toma y destrucción por parte tropas francesas en 1673. Durante la guerra franco-neerlandesa, las tropas imperiales recuperaron la ciudad en 1675, pero en 1677 fue retomada por los franceses que la incendiaron y la destruyeron casi por completo el 16 de septiembre. Finalmente los Tratados de Nimega concedieron la ciudad a Francia.
Durante la guerra de sucesión española, fue ocupada de nuevo por las tropas imperiales en 1705, hasta su recuperación por Francia al año siguiente.
Entre 1871-1919 perteneció al Territorio Imperial de Alsacia y Lorena.
En el invierno de 1944-1945, a finales de la Segunda Guerra Mundial, la ciudad fue escenario de violentos enfrentamientos entre las fuerzas aliadas y el ejército del III Reich durante la Operación Nordwind, nombre de la última gran ofensiva de las tropas nazis en el frente occidental. La ciudad, que sufrió el bombardeo cotidiano de la artillería alemana, recibió el nombre de Haguenau la sangrienta

## Demografía
| 6 426 | 7 094 | 7 395 | 9 002 | 10 349 | 9 694 | 11 196 | 11 351 | 11 417 | 11 071 | 11 427 | 11 388 | 11 786 | 12 688 | 13 469 | 14 752 | 17 039 | 17 968 | 18 737 | 18 868 | 15 803 | 17 671 | 19 514 | 22 523 | 17 337 | 19 531 | 20 457 | 22 944 | 25 147 | 26 629 | 27 675 | 32 242 | 35 112 |
| Para los censos de 1962 a 1999 la población legal corresponde a la población sin duplicidades (Fuente: INSEE [Consultar]) |       |       |       |        |       |        |        |        |        |        |        |        |        |        |        |        |        |        |        |        |        |        |        |        |        |        |        |        |        |        |        |        |

## Localidades hermanadas
- Landau in der Pfalz,  Alemania

Haguenau
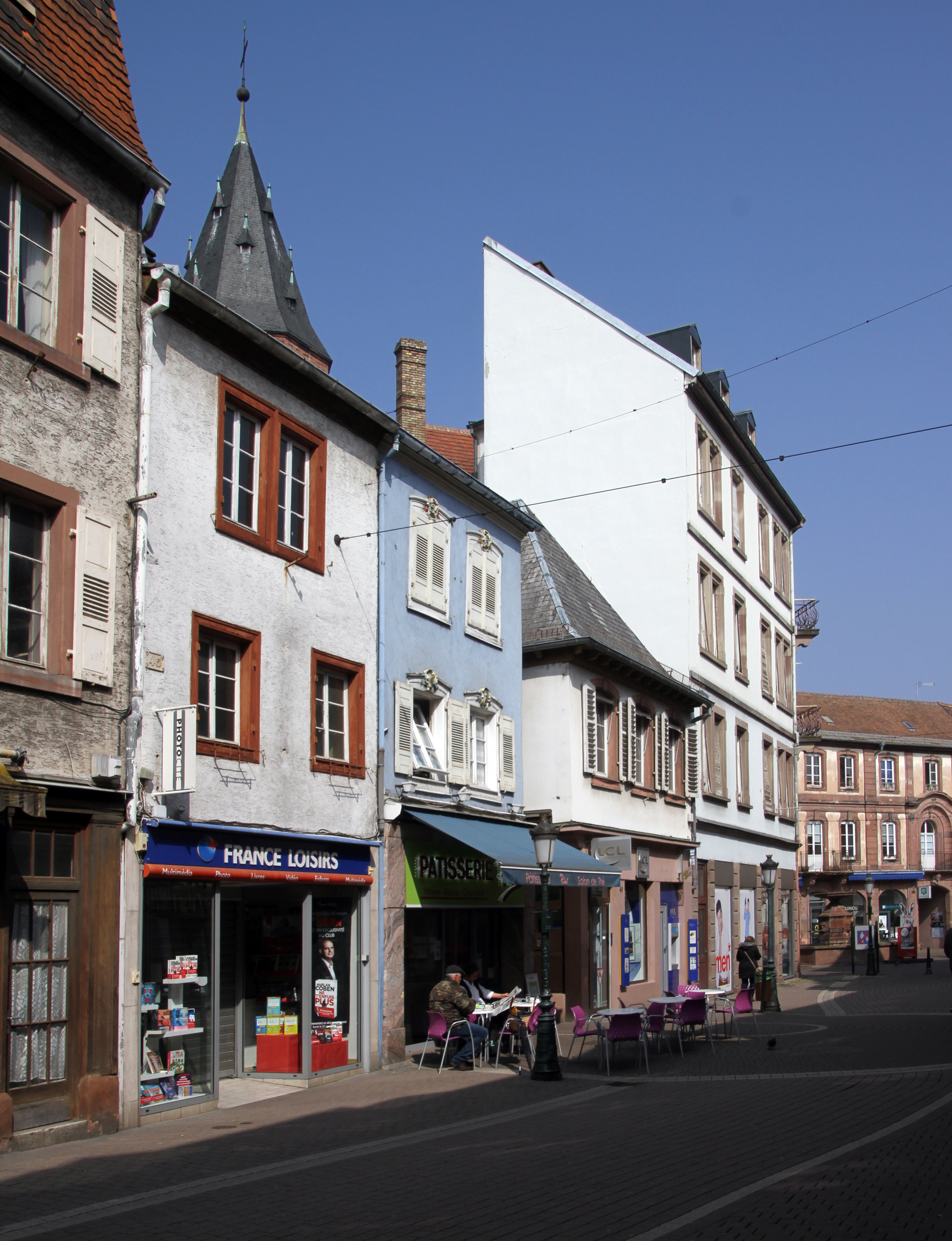
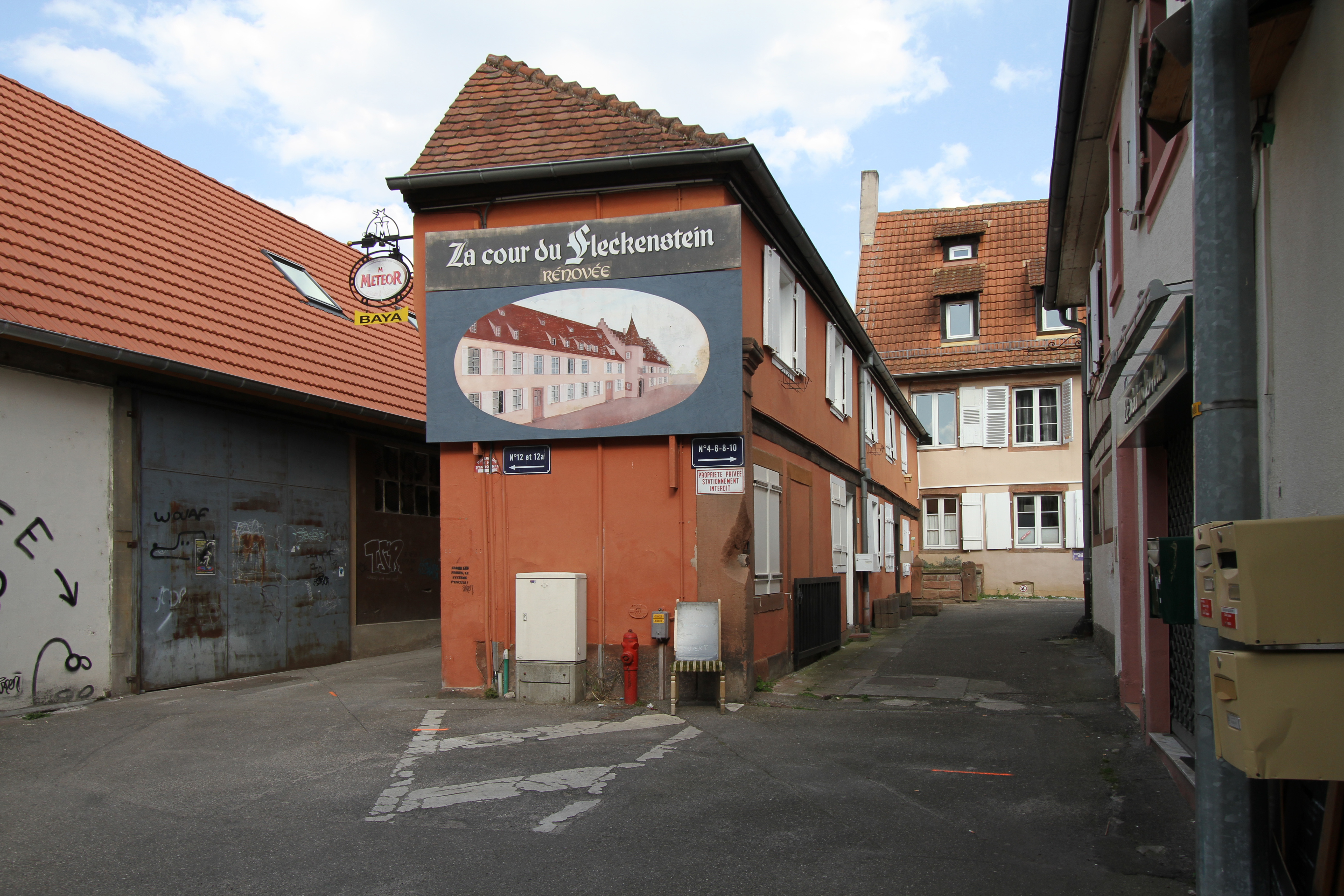
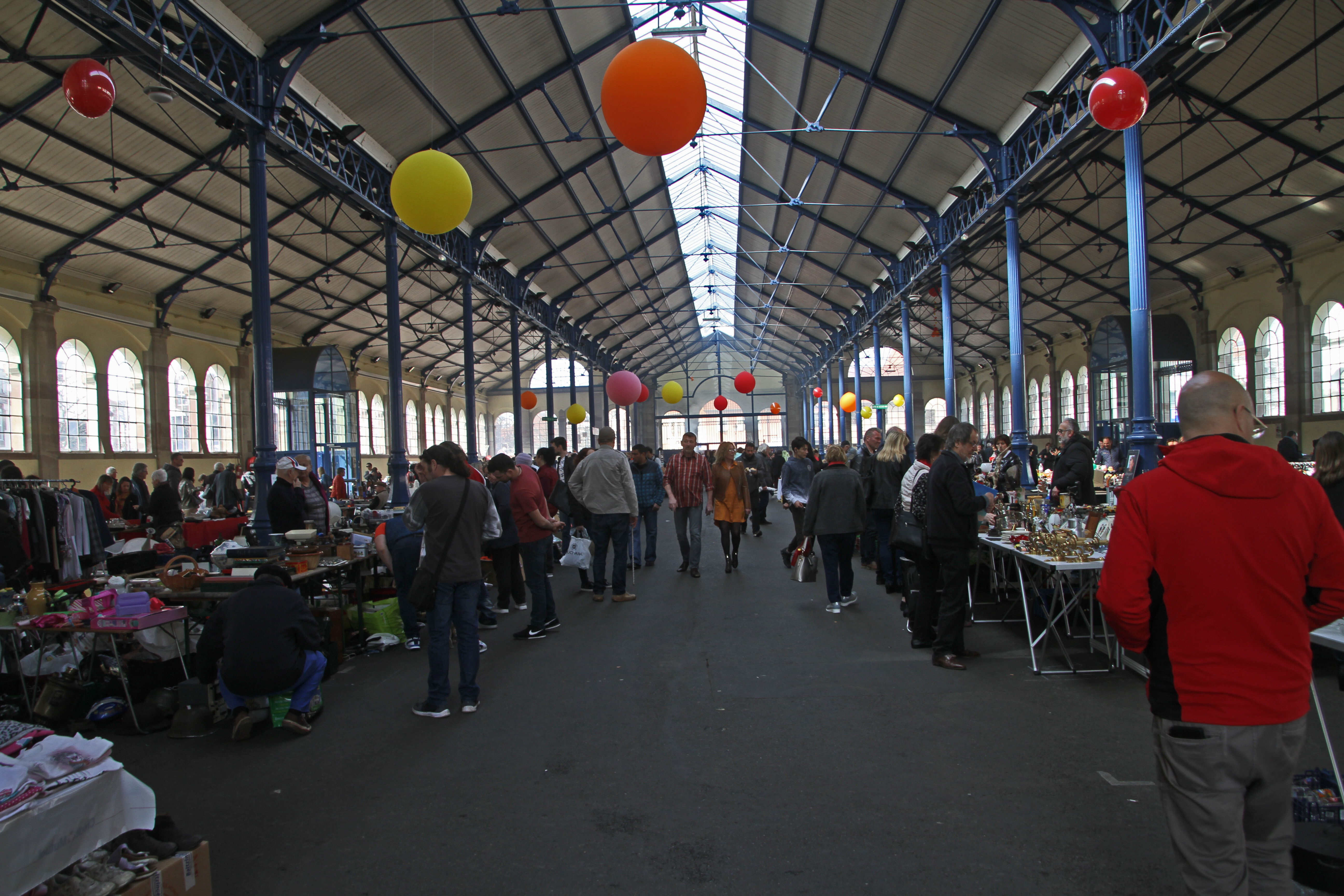
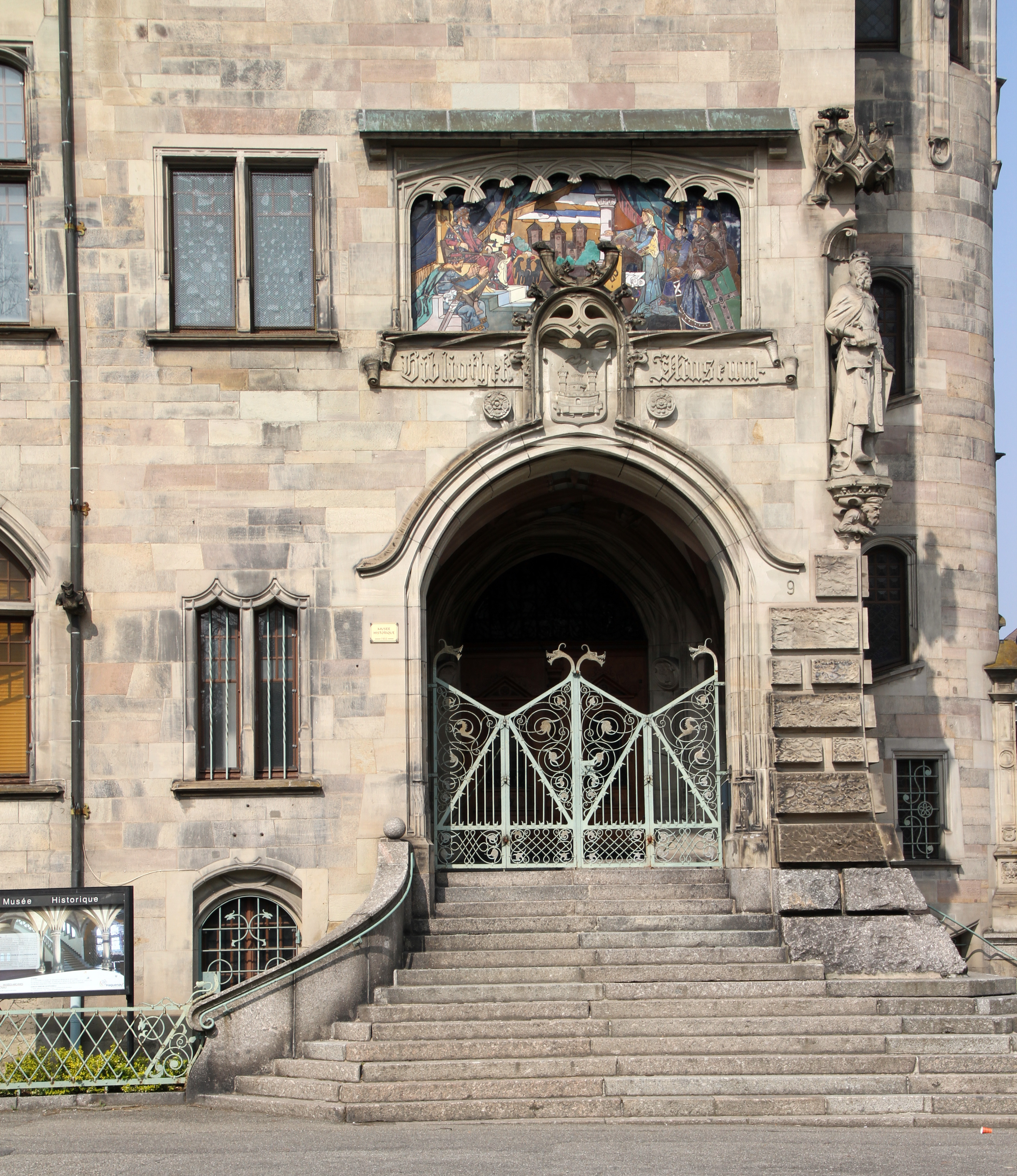
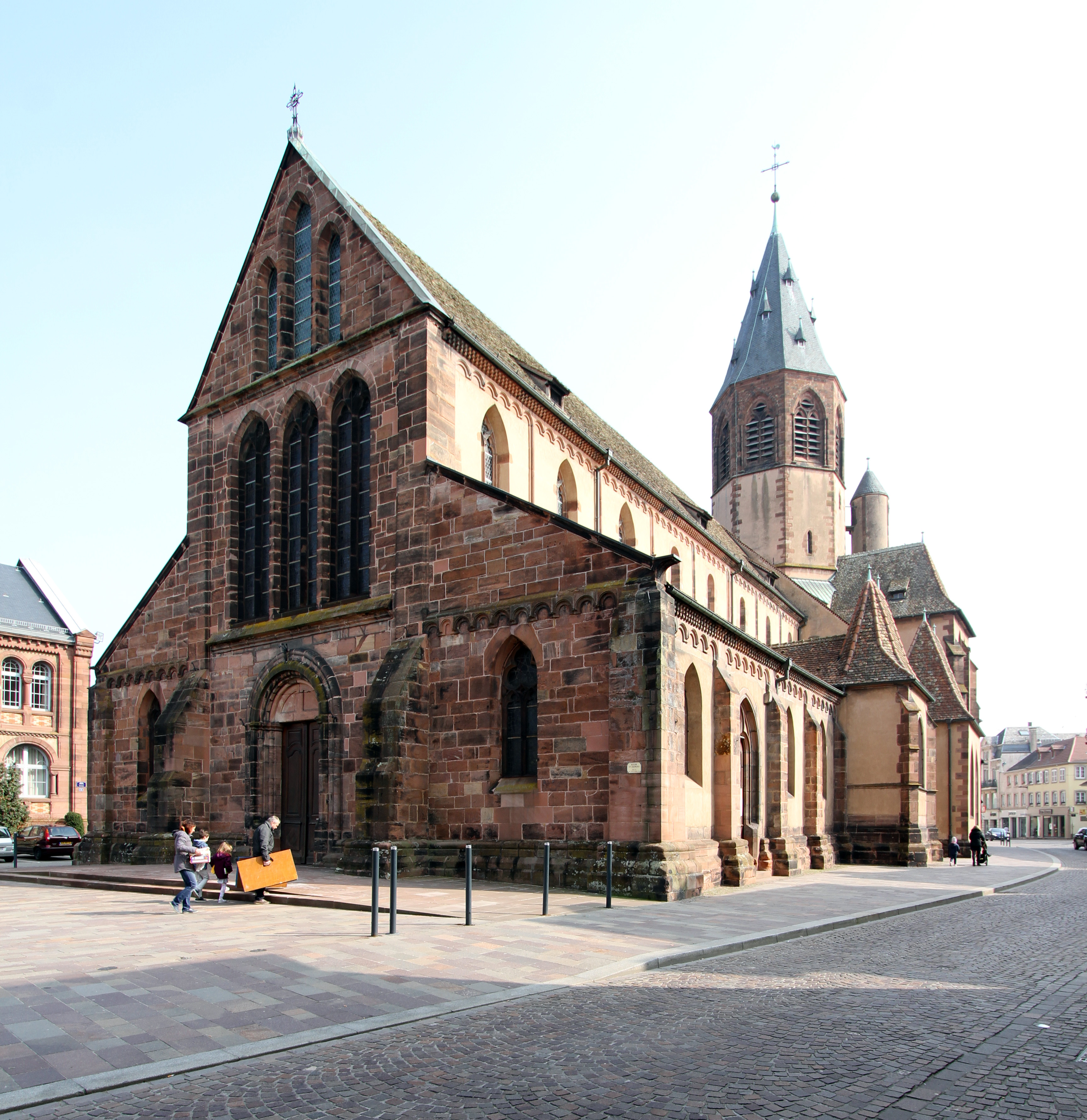
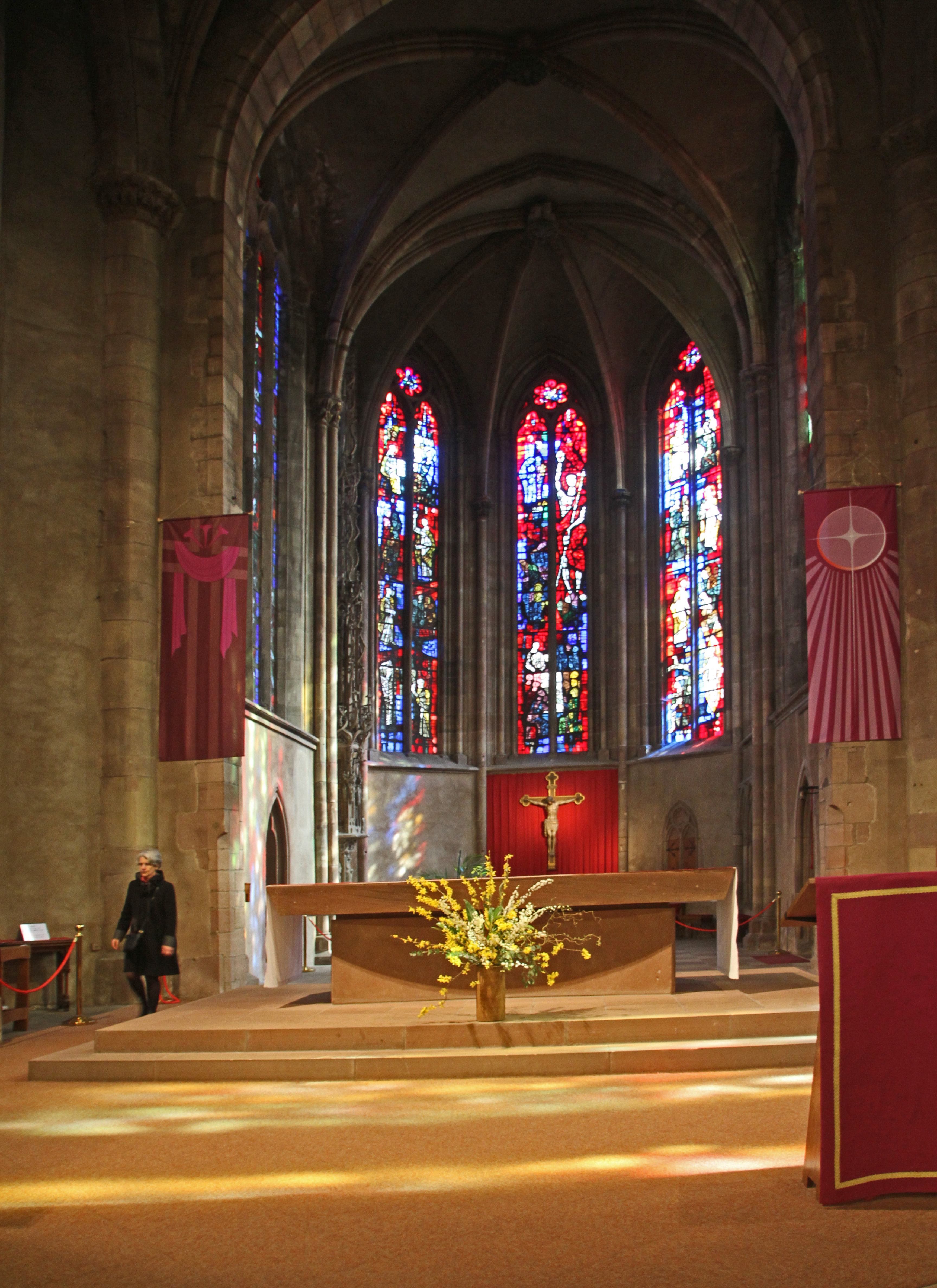
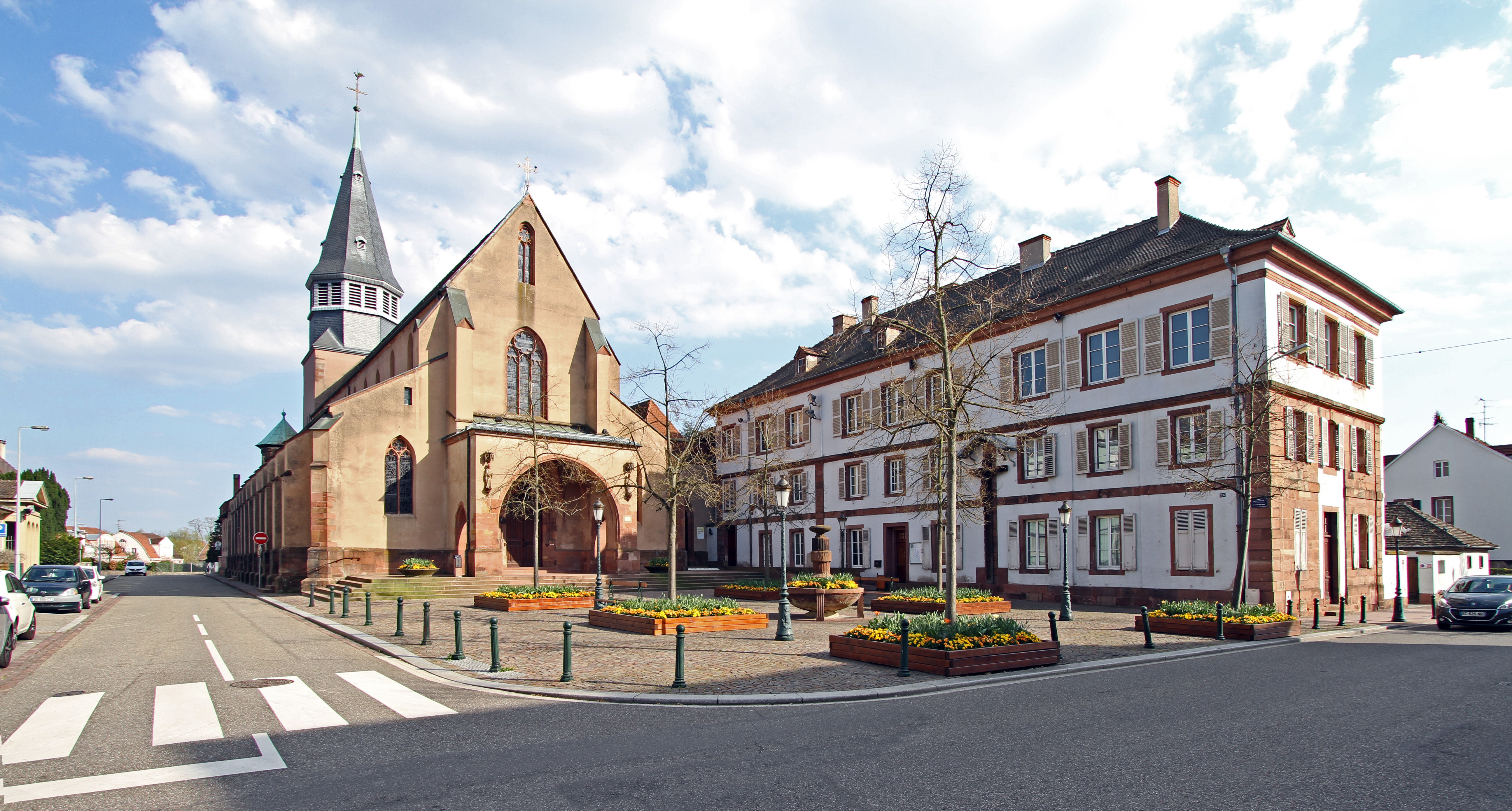
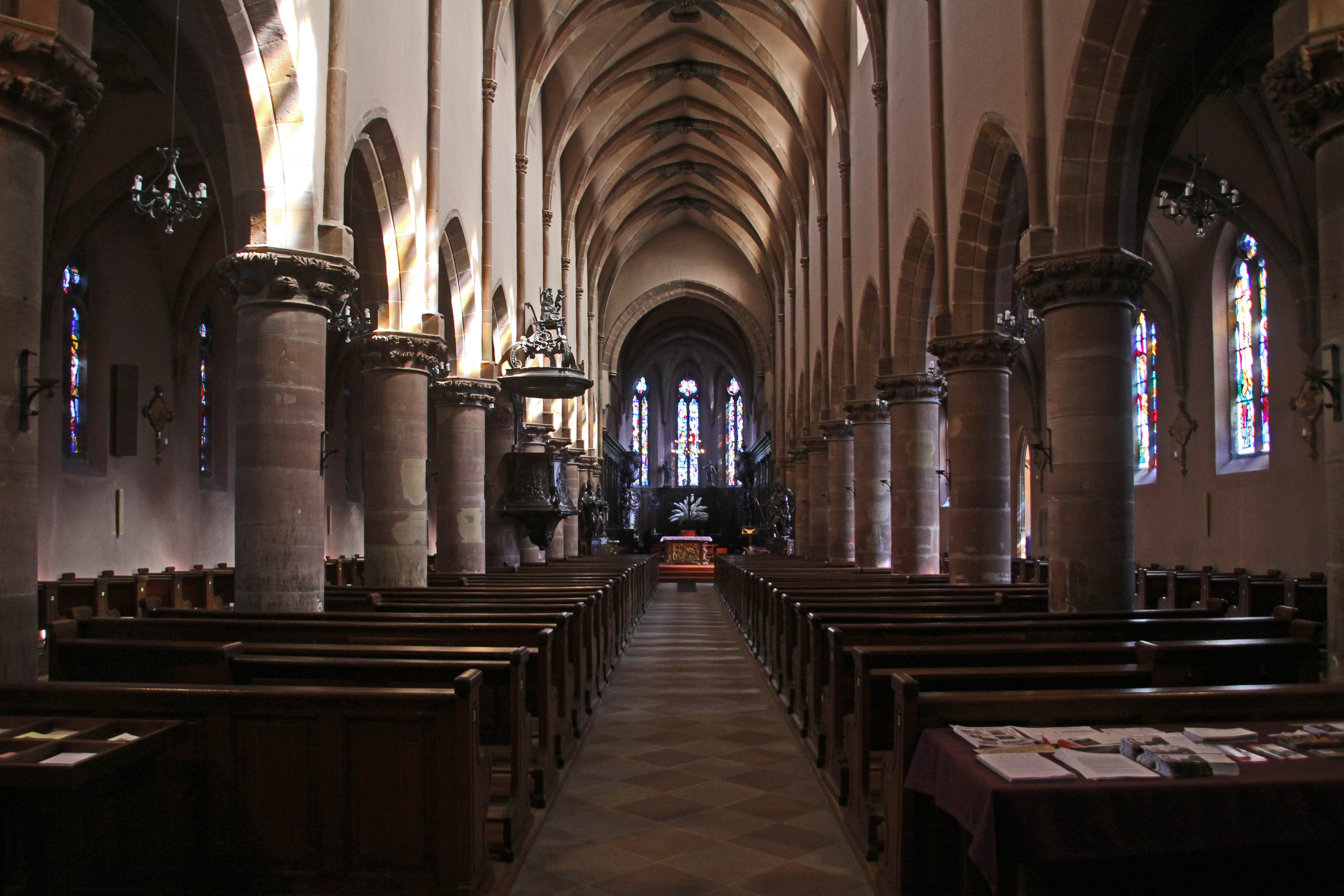
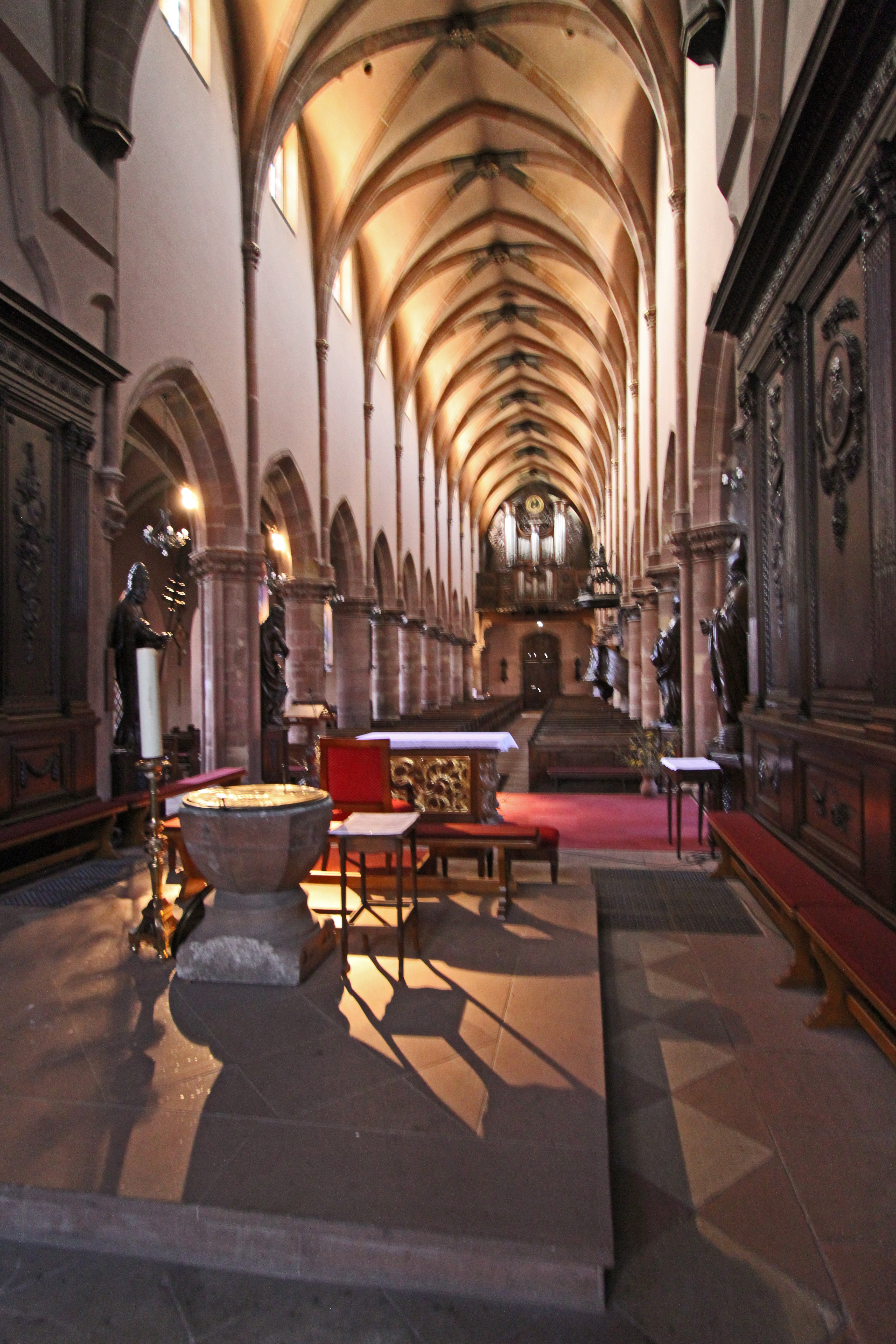
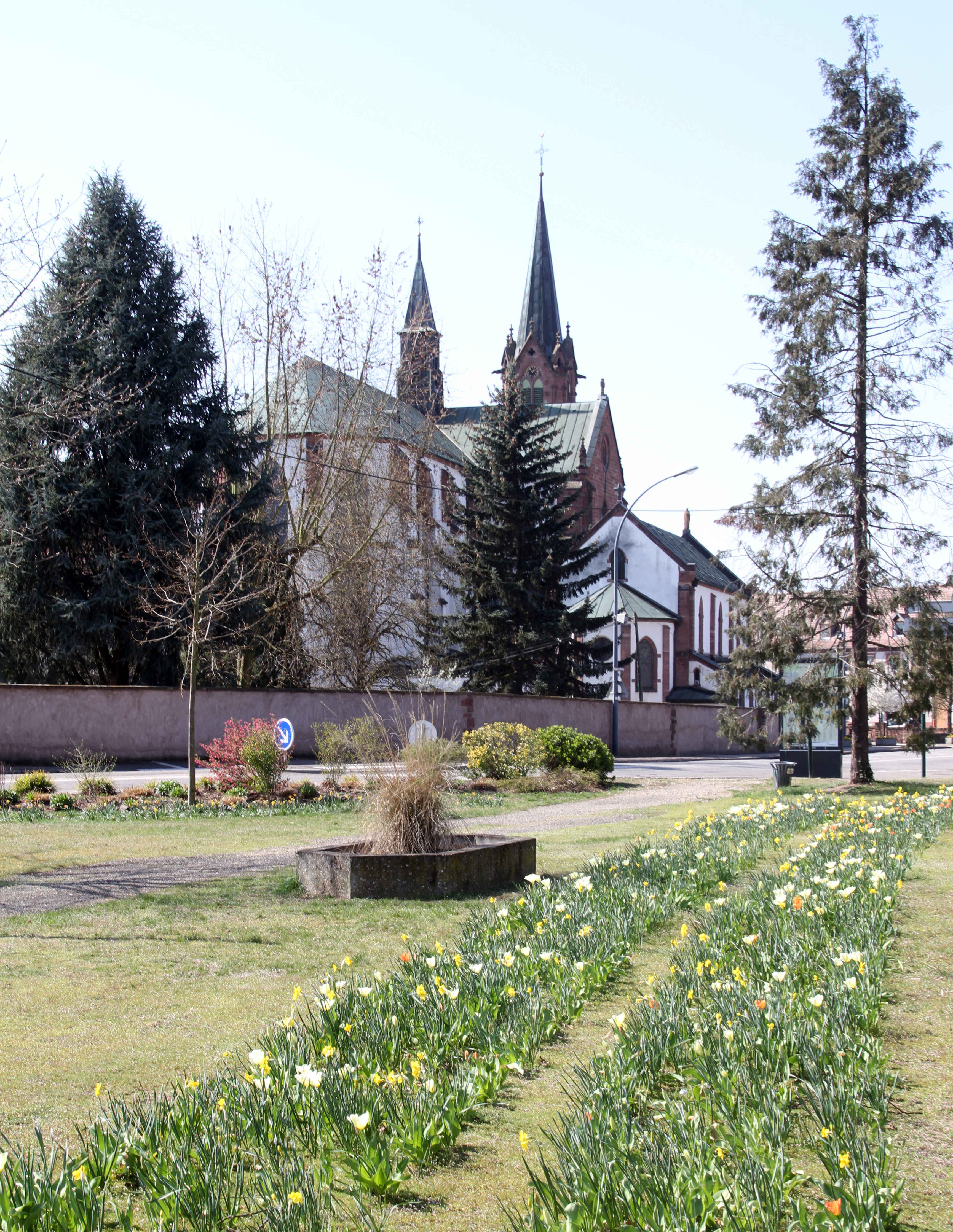
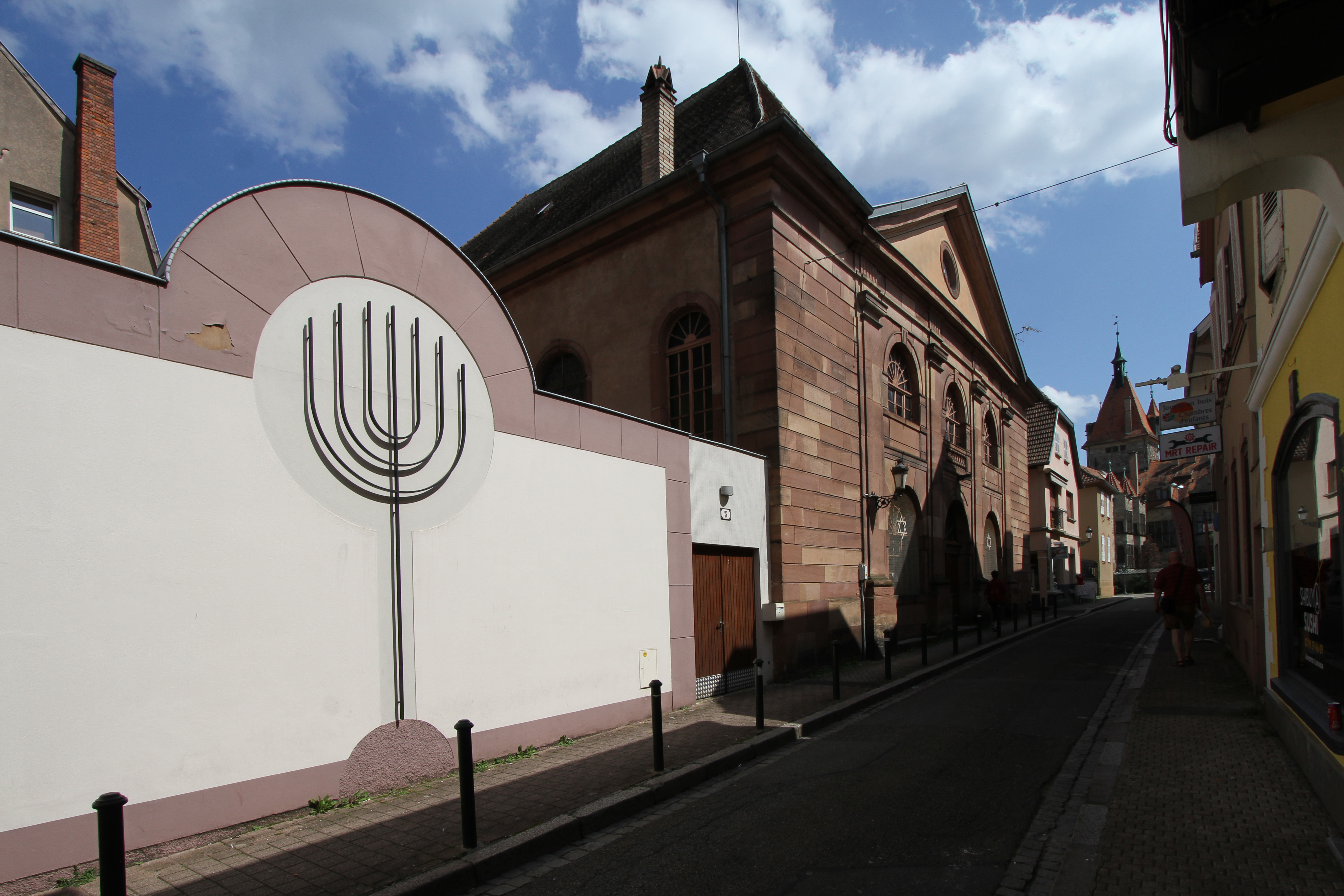